# 辽宁青铜文化
辽宁青铜文化是中国辽宁省境内的青铜器文化，也泛指青铜器晚期的东北亚文化，主要分布在今中国辽宁省和朝鲜半岛的北部。

## 相关考古发现

### 箕子之鼎的发掘
有中日学者认为，在辽宁省喀左县平房子乡北洞村出土殷晚期青铜器中，方鼎内底中心有铭文“其侯”，佐证是在箕子之国发掘，而箕子朝鲜实际为侯国。
箕子朝鲜从中原迁出之际，燕国、孤竹国等地也有大量华夏移民进入箕子朝鲜地区，而此段时期正为青铜器文化的顶峰。

### 其他青铜器发现
辽宁青铜器文化的代表作品是1975年5月在辽宁喀左县北洞村二号坑出土的商代晚期“其侯”方鼎和1955年在凌源县海岛营子村发掘的西周早期燕国匽侯铜盂，其考古，文物价值都很重要。
除了对于辽宁青铜文化主归属有重要意义的“其侯”和“匽侯”青铜礼器  出土外，辽宁沈阳 （页面存档备份，存于）、庄河 （页面存档备份，存于）、葫芦岛 等地也如需出土青铜器时代的各样文物。很多东亚学者认为此处出土青铜器与中国周朝的诸侯国箕子朝鲜、燕国、孤竹国等地关联甚大。

辽宁博物馆馆藏青铜器中礼器风格与中原相当，部分兵器如北方戎狄民族使用的琵琶形曲刃剑有地方特色。 日本学者把这种短剑称为“辽宁式铜剑”，中国学者则称之为“双侧曲刃短剑”、“丁字形青铜短剑”或“短茎式曲刃短剑”。这种铜器发源于中国辽宁地区，并逐步向其他地区扩展，俄罗斯东西伯利亚地区、朝鲜半岛乃至日本都被发现，国际上学者多认为是东胡、山戎以及秽貉等古代中国北方戎狄民族的遗物。

### 韩国主张
近代韩国学者主张琵琶型曲刃铜剑在朝鲜半岛青铜文化中最具代表性。
琵琶型曲刃剑的生产主要是在公元前8到7世纪，这种铜剑最早在辽宁生产，后来逐步向朝鲜半岛扩展。近代韩国学者李忠奎将琵琶形铜剑文化分成5个发展阶段：第一，二阶段主要是以琵琶型 铜剑为代表；第四，五阶段以较为细长的铜剑为代表；第三阶段则是前两者的过渡阶段；第一，二和三阶段的铜器在今中国东北和朝鲜半岛都有发现；第四和五阶段的铜器则只有在朝鲜半岛发现。韩国学者李忠奎认为此类青铜器的含锌量比其周边国家与地区的青铜器含锌量高，并主张琵琶形铜剑文化的晚期只在朝鲜半岛内发现，琵琶形铜剑文化的晚期因此也被韩国学者称为朝鲜青铜器文化。此类青铜器在忠清南道的锦江流域为最多。而琵琶形铜剑文化被韩国学者认为与朝鲜半岛南部的辰国吻合。

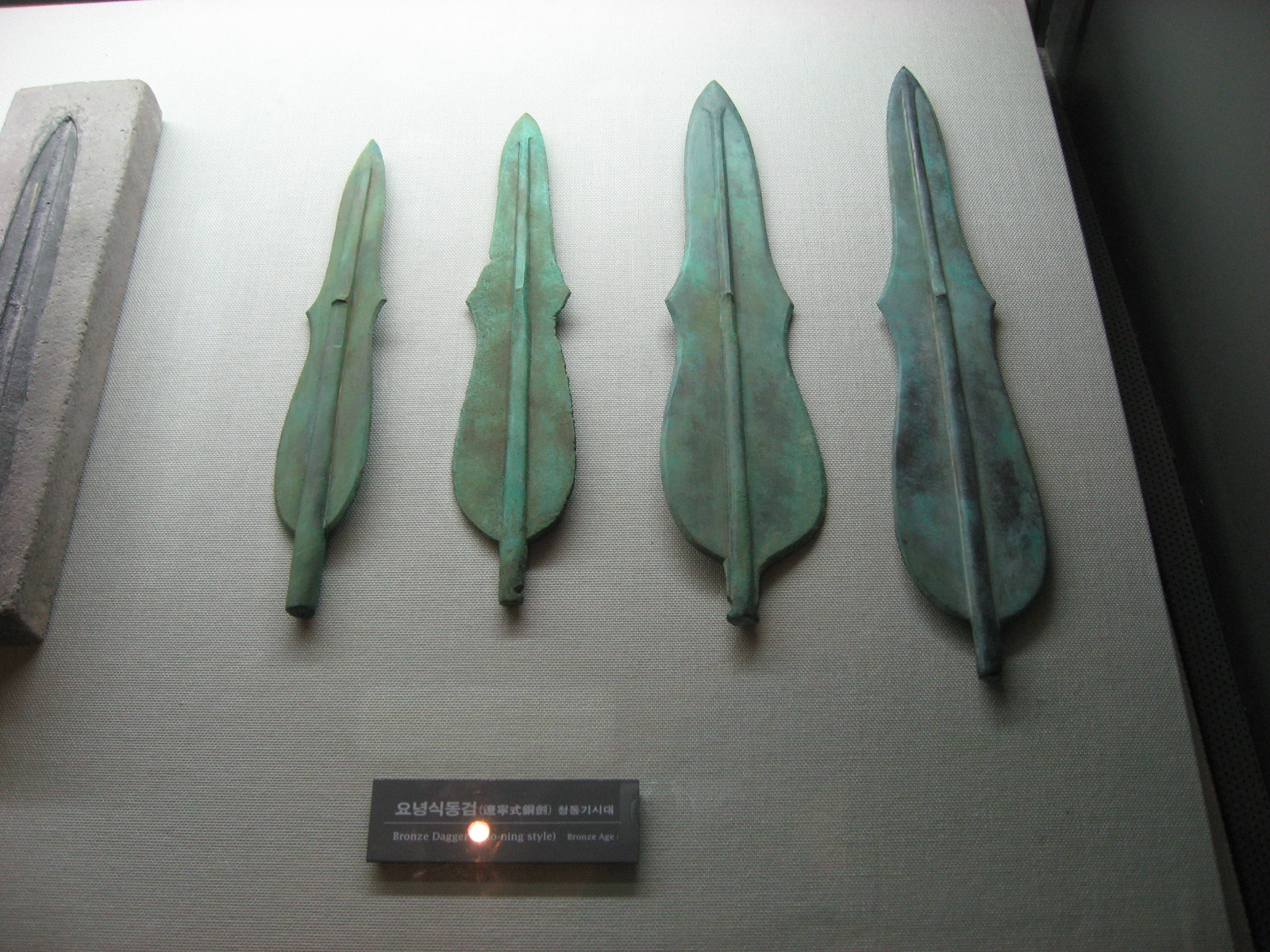
韩国战争纪念馆里的琵琶型的铜剑

## 辽宁青铜文化与韩国
而近期在中国辽宁出土的青铜器也被韩国方面宣称为其先民所有，并在教科书上把该国的青铜器年代上推了一千年。
从考古上看，位于朝鲜半岛南端的辰国是辽宁青铜器文化的外延，其中忠清道，全罗道发现的类似于辽宁青铜器的文物最多。而从20世纪六十年代开始，韩国学者忽视汉文史籍中的箕子朝鲜为中国商朝后裔的事实，片面认为辽东地区为今天的朝鲜族先民的活动场所，制造辽宁青铜器主权归属的争议。
也有观点认为，在卫满灭亡箕子朝鲜后，箕子朝鲜的准王逃亡马韩部落建立的国家被称为辰国，其地理位置也大体相当。故而辰国也是辽宁青铜器文化，箕子之国的延续。
韩国教育人力资源部在2007年23日表示，新教科书将朝鲜半岛青铜器时代的开始时间从“公元前10世纪（公元前1000年）”修改为“公元前20世纪（公元前2000年）－公元前15世纪（公元前1500年）”。而旧教科书的原文是“继新石器时代后，朝鲜半岛在公元前10世纪左右进入青铜器时代，满洲地区在公元前15世纪－公元前13世纪左右进入青铜器时代。”